# Koordinacijski broj
Koordinacijski broj u kemiji označava broj čestica poredanih oko središnje čestice u kristalnoj rešetki, odnosno broj atomskih skupina ili iona oko središnjeg atoma kod kompleksnih spojeva. Tako kod ionskih kristala koordinacijski broj označava broj iona suprotnog naboja koji se u ionskom kristalu nalaze oko središnjeg iona.
Među najčešćim koordinacijskim brojevima u prirodi javljaju se 4 i 6, a relativno često se javljaju i 2, 3, 8 (titan) i 12 (aluminij). Koordinacijski brojevi 2 i 6 karakteristični su za linearnu, odnosno oktaedarsku, a broj 4 za tetraedarsku i kvadratnu strukturu. Metalni kationi visokog naboja (poput aluminijevog kationa) uglavnom imaju koordinacijski broj 6, ali u ovisnosti s temperaturom i djelovanjem katalizatora mogu promijeniti svoj koordinacijski broj na 4. Koordinacijski broj u kristalima se uglavnom povećava povećanjem tlaka, npr. prelazom iz grafita (KB: 3) u dijamant (KB: 4), čime se mijenjaju svojstva samoga kristala; grafit je mekan, dok je dijamant jedna od najtvrđih tvari u prirodi.

## Neuređeni sustavi
Kod neuređenih sustava (tekućine, kvazikristali, itd.) koordinacijske brojeve moguće je točno odrediti koristeći radijalnu distribucijsku funkciju g(r).
Tako je prvi koordinacijski broj određen izrazom
{\displaystyle n_{1}=4\pi \int _{r_{0}}^{r_{1}}r^{2}g(r)\rho \,dr,}
gdje je r0 prva točka od r = 0 u kojoj je g(r) aproksimiran na nulu, a r1 je prvi minimum. 
Drugi koordinacijski broj definiran je slično:
{\displaystyle n_{2}=4\pi \int _{r_{1}}^{r_{2}}r^{2}g(r)\rho \,dr.}
Iz integrala možemo definirati i sfernu koordinacijsku ljusku koja je sferna ljuska definirana između radijusa r0 i r1 oko čestice koju uzimamo kao referentni sustav.